# ريبيكا أتكينسون
ريبيكا أتكينسون هي لاعبة كرلنغ كندية، ولدت في 17 يوليو 1982 في هاليفاكس في كندا.